# Химилкон Мореплавателя
Химилкон Мореплавателя, срещан в транслитерация на български и като Хамилкон, е картагенски морски пътешественик от 5 век пр.н.е., вероятно съвременник на Ханон Мореплавателя, който предприема опознавателски и изследователски пътешествия на запад от пунически Картаген покрай бреговете на древна Либия, Иберия и Галия. Според Юстин, е пълководец и държавен деец, внук на Магон Велики и брат на Ханон Мореплавателя.
Предприема първото известно нам пуническо плаване на север от Херкулесовите стълбове към Британските острови. Химилкон може би с цел да обезкуражи конкурентните древногръцки мореплаватели за далечни пътувания съобщава, че морския път през северните морета е блокирани от гигантски водорасли и страшни чудовища, което може да е било и истина, ако е видял китове.
Оскъдна информация за пътуванията му е запазена в откъси от „Естествена история“ и в поетичния перипъл на Авиен.
Вероятно Химилкон Мореплавателя е родственик на друг Химилкон, който в 396 г. пр.н.е. е пълководец и по време на Втората сицилианска война губи почти цялата си армия по време на обсадата на Сиракуза от избухналата в картагенския стан епидемия, след което се и самоубива от отчаяние.